# روبي جوي جبريل
روبي جوي جبريل (بالإنجليزية: Ruby Joy Gabriel) هي منافسة ألعاب القوى بالاوية، ولدت في 22 نوفمبر 1994 في ولاية كورور في بالاو.

## وصلات خارجية
- روبي جوي جبريل على موقع الاتحاد الدولي لألعاب القوى (الإنجليزية)
- روبي جوي جبريل على موقع أوليمبيديا (الإنجليزية)